# Bedingfield
Bedingfield – wieś w Anglii, w hrabstwie Suffolk, w dystrykcie Mid Suffolk. Leży 24 km na północ od miasta Ipswich i 124 km na północny wschód od Londynu. W 2001 miejscowość liczyła 223 mieszkańców.